# Dolores de Gortázar
Dolores de Gortázar Serantes (Coria, 30 de septiembre de 1868-Leganés, 9 de abril de 1936) fue una escritora, periodista, traductora y maestra española.

## Biografía
María Dolores de Gortázar y García Serantes nació el 30 de septiembre de 1868 en Coria. Era una de las hijas de Carlos Gortázar y Campillo, natural de Torrelavega, de ascendencia vasca que se había iniciado en el periodismo en La Habana, estableciéndose después en León, donde conoció a la leonesa Juliana García Serantes y de Cadórniga, natural de La Bañeza. Contrajeron matrimonio el 18 de abril de 1866 en Santander.
Se crio en León, donde estudió en el colegio local de las Carmelitas. En 1882 publicó su primer poema en La Crónica de León.
Hacia 1887 contrajo matrimonio con Fernando Valcárcel y Saavedra (1858-1893), instalándose en la ciudad natal de su marido Mula (Murcia), desde donde continuó escribiendo y publicando. Pronto, su marido fue diagnosticado con una enfermedad mental. El 7 de enero de 1892 en La Bañeza, nace su única hija, Carolina Valcárcel y de Gortázar, cinco días después su marido fue ingresado en un hospital psiquiátrico, donde falleció el 1 de diciembre de 1893.
Tras enviudar, retornó definitivamente al hogar materno, donde siguió la carrera de maestra superior y más tarde maestra normal en Burgos, finalizando sus estudios en 1903. Mientras tanto, continuó publicando y se dio a conocer por algunos trabajos de erudición, en especial por la traducción del Arte poética de Horacio, que fue premiada por la Academia Española y de la cual se hicieron varias ediciones.
Entre 1905 y 1908 fue nombrada la directora del Real Centro de María Cristina, una escuela de señoritas. 
En 1910, contrajo matrimonio con Francisco Pol Royo, un abogado y escritor madrileño.
En política militó activamente en el carlismo y colaboró intensamente en la prensa tradicionalista. Fundó en Madrid la revista femenina de acción católica Roma. Además, escribió, en ocasiones bajo diversos seudónimos, para periódicos como El Porvenir (León), El Correo de Zamora, El Correo Español y El Cruzado Español. Fue socia de la Asociación de Escritores y Artistas.
En premio a sus servicios a la causa tradicionalista, Jaime de Borbón la nombró dama de la Orden de la Legitimidad Proscrita.
Su hija se casó con Florencio Salamero, con quien tuvo cinco hijos, y falleció a los 44 años el 7 de febrero de 1936. Dolores de Gortázar, que estaba enferma, falleció en Leganés solo dos meses después, el 9 de abril de 1936.

## Obras
- Devoción a Jesús (1890).

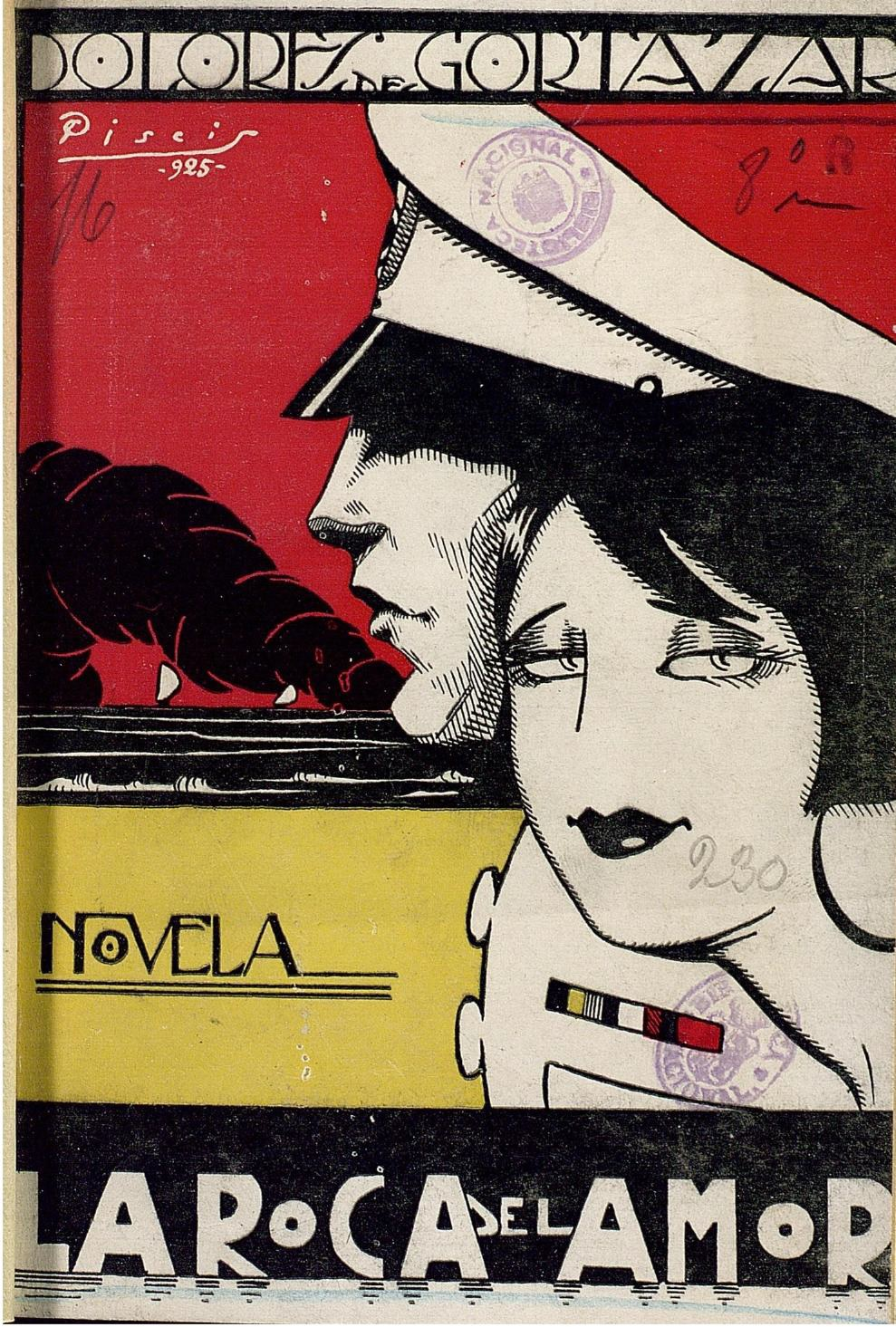
La roca del amor, novela, 1924.

- Margarita; juguete cómico en un acto y en verso (1890).
- Nimias, poesía (1898).
- San Miguel de Escalada. Nuevos monumentos y documentos (1898)
- Arte Poética de Quinto Horacio Flacco (1901), traducción.
- Vida de Santa Francisca Romana, viuda de Ponciani. (1902)
- El misterio de la Encarnación, relacionado con el arte. (1902)
- El monasterio de Valvanera. Índices de su Becerro y Archivo a mediados del siglo XVII (1907).[8]
- El Cristo de la roca, novela original (1911), reescrito como La roca del amor (1924), editorial Rubiños.[9]
- ¡Sueños!, novela.
- Sin color, novelitas.
- La regeneración de España, estudio político-social.
- Colección de lápidas inéditas, traducidas del latín al castellano.
- San Gonzalo de Escalada, estudio histórico.
- Poesías patrióticas.
- ¡Felicidad!, cuentos.